# Colli Berici Cabernet riserva
Le Colli Berici Cabernet riserva est un vin italien de la région Vénétie doté d'une appellation DOC depuis le 20 septembre 1973. Seuls ont droit à la DOC les vins rouges récoltés à l'intérieur de l'aire de production définie par le décret. 

## Aire de production
Les vignobles autorisés se situent en province de Vicence dans les communes Albettone, Alonte, Arcugnano, Barbarano Vicentino, Brendola, Castegnero, Grancona, Mossano, Nanto, Orgiano, San Germano dei Berici, Sovizzo, Villaga, Zovencedo ainsi qu'en partie les communes Asigliano Veneto, Campiglia dei Berici, Creazzo, Longare, Lonigo, Montebello Vicentino, Montecchio Maggiore, Montegalda, Montegaldella, Monteviale, Sarego, Sossano et Vicenza. Les vignobles se situent sur des pentes des collines Colli Berici au sud de Vicenza.
Le vin rouge du type Cabernet riserva  répond à un cahier des charges plus exigeant que le Colli Berici Cabernet, essentiellement en relation avec un vieillissement de 3 ans et le titre alcoolique.

## Caractéristiques organoleptiques
- couleur : rouge rubis, tendant au rouge orange avec le vieillissement
- odeur : vineux, intense et épicé
- saveur : sèche, tannique, robuste

Le Colli Berici Cabernet riserva se déguste à une température comprise entre 16 et 18 °C.

## Association de plats conseillée
Les viandes rouges grillées

## Production
Province, saison, volume en hectolitres :
- Vicenza  (1996/97)  35,0